# Faragó Gyula
Faragó Gyula, született Frenkel Joachim (Esztergom, 1861. december 5. – Budapest, Terézváros, 1920. július 28.) magyar orvos, gyermekgyógyász.

## Élete
Szülei, Frenkel Mór és Beck Mária (1836–1915) középmódú kereskedők voltak. A gimnáziumot szülőhelyén, orvosi tanulmányait a Bécsi Egyetemen végezte. 1885-ben orvosdoktorrá avatták. Még ugyanebben az évben a Munkács-Sztrij hadi vasút építéséhez ment orvosnak. Másfél évvel később külföldi tanulmányútra indult Hensch és Baginszky gyermekklinikáiba Berlinbe és a prágai lelencházba. 1887-ben Budapesten telepedett le és gyermekorvosi gyakorlattal foglalkozott. 1887-ben jelent meg első dolgozata A gyermekek ínreflexeiről címmel a Gyógyászatban, illetve német nyelven az Archiv für Kinderheilkundeben. Munkatársa volt a Wiener medizinische Wochenschriftnek és a Gyógyászatnak. Több napilapba és folyóiratba írt cikkeket a gyermekek ápolásáról és a szegény gyermekek megmentéséről, többek között a Magyar Hírlapba, Budapesti Hírlapba, az Egyetértésbe, a Magyar Ujságba és az Egészségbe. 1891-től szerkesztette az Orvosi Zsebnaptárt és a Jó egészség naptárat.

## Családja
1893. április 30-án Budapesten nőül vette Fürst Vilmát, Fürst József kereskedő és Löwinger Ernesztina lányát.

## Művei
- A világ árvája (Budapest, 1888)
- A beteg baba. Gondos anyák számára (Budapest, 1889)
- Az egészséges baba. Ifjú anyák számára (Budapest, 1889)
- Miként óvjuk gyermekeink életét és egészségét? Brücke Ernő után fordította (Budapest, 1890)
- Az egészséges és beteg ember. Bock Károly Ernő után a magyar közönség számára átdolgozta (Budapest, 1890)
- A gyermek testi ápolásáról (többekkel együtt, Budapest, 1891)